# GCR-Klasse 11F
Die Klasse 11F der Great Central Railway (GCR), auch als Improved Directors bezeichnet, war eine Baureihe, die 35 Schlepptenderlokomotiven mit der Achsfolge 2’B (American) umfasste, die in drei Losen gebaut wurden. Die Klasse wurde von John G. Robinson, dem Chief Mechanical Engineer der GCR, auf Basis der GCR-Klasse 11E entworfen, wobei sie nur geringfügige Änderungen aufwies. Die Lokomotiven dienten dem Schnellzugverkehr zwischen London und Manchester sowie in Schottland. Nach der Eingliederung der GCR in die London and North Eastern Railway (LNER) wurden alle 11 von der GCR beschafften Lokomotiven in die LNER-Klasse D11 eingeordnet. Die LNER bestellte 24 weitere Lokomotiven für den Einsatz in Schottland, die aufgrund des kleineren Lichtraumprofil der ehemaligen North British Railway (NBR) etwas niederer konstruiert wurden und der Unterklasse D11/2 zugeordnet wurden. Zur Unterscheidung von diesen Lokomotiven wurden die ehemaligen Lokomotiven der GCR in die Unterklasse D11/1 eingeordnet.

## Geschichte
Die GCR platzierte 1916 eine Anschlussbestellung über fünf Lokomotiven der Klasse 11E, die aber aufgrund des Ersten Weltkriegs nicht ausgeführt werden konnte. Als die Bestellung 1919 erneut aufgegeben wurde, wurden einige Änderungen hinzugefügt, sodass die neu bestellten Lokomotiven als Improved Directors bezeichnet und in die Klasse 11F eingeordnet wurden. Die Lokomotiven wurden von den bahneigenen Werkstätten in Gorton bei Manchester gebaut und zwischen 1919 und 1920 abgeliefert. Sie waren für die London Extension vorgesehen, den Abschnitt der Great Central Main Line zwischen London Marylebone und Sheffield. Sie waren noch erfolgreicher als die Klasse 11E, weshalb in Gorton 1922 nochmals sechs Stück bestellt wurden. Nach Eingliederung in die LNER wurden die Lokomotiven der Klasse 11F in die LNER-Klasse D11 eingeordnet. Nigel Gresley, der Chief Mechanical Engineer der LNER, bestellt 1923 weitere 24 Lokomotiven für den Einsatz in Schottland. Sie hatten im Vergleich zu den ehemaligen GCR-Lokomotiven ein geringfügig niedrigeres Umgrenzungsprofil, weshalb sie in die Unterklasse D11/2 eingeordnet wurden, während die Klasse der GCR-Lokomotiven zur Unterscheidung von diesen Lokomotiven mit D11/1 bezeichnet wurde. Die Lokomotiven der Klasse D11/2 wurden 1924 abgeliefert. Zwölf wurden bei Kitson and Company in Hunslet, Leeds und zwölf bei Armstrong-Whitworth, Newcastle upon Tyne gebaut.

### Betrieb

#### 11F
Nach Ablieferung wurden die Lokomotiven der Klasse 11F in Gorton eingefahren und dann Neasden zugeteilt, um Schnellzüge auf den schnelleren Abschnitten der Great Central Main Line südlich von Nottingham zu befördern. Nach der Eingliederung der GCR in die LNER waren die D11 zusammen mit den D10 ziemlich gleichmäßig auf die Depots Neasden und Gorton verteilt, und es scheint, dass die beiden Klassen zu diesem Zeitpunkt austauschbar waren, wobei die D11 eher die hochwertigeren Schnellzüge beförderten.

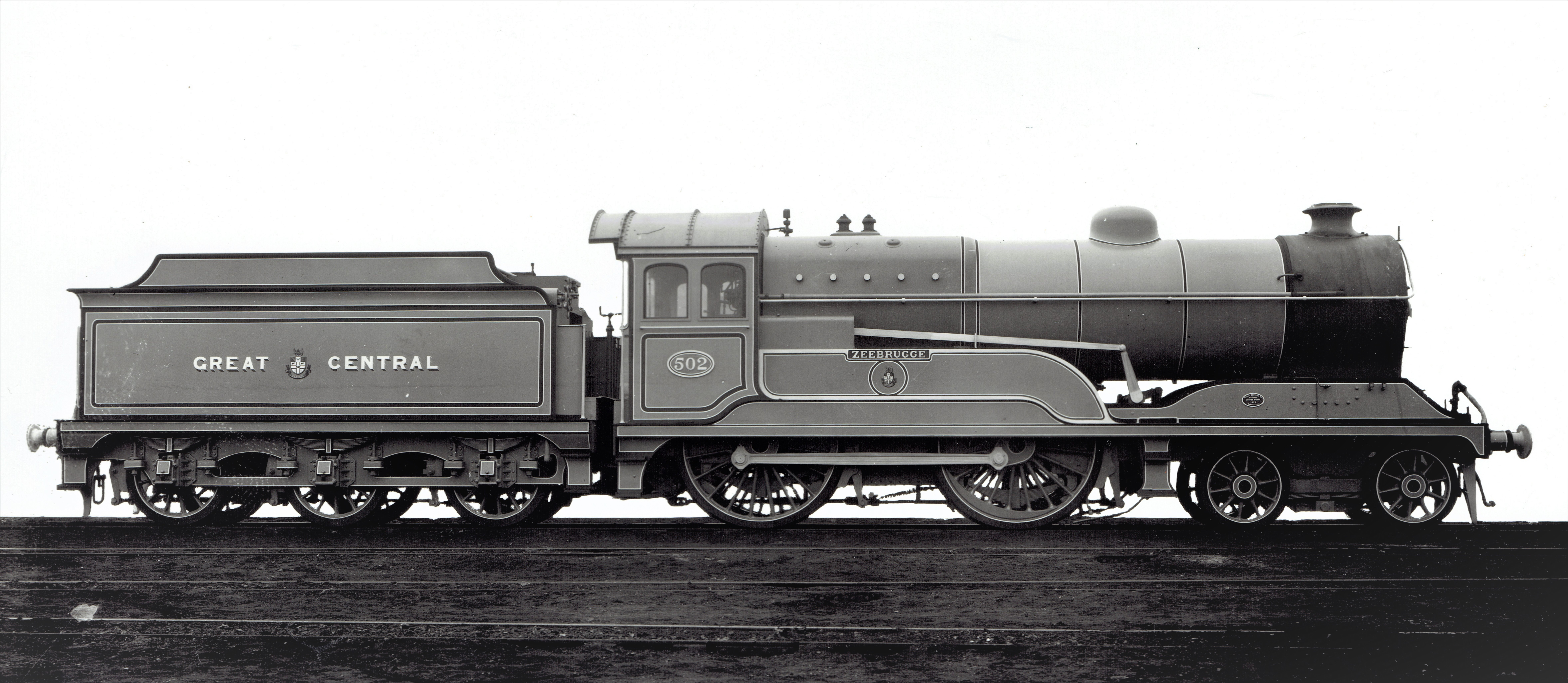
Werksbild der GCR-Klasse 11F Nr. 502 Zeebrugge

Ab 1927 wurden die D11/1 vor einigen Pullmanzügen eingesetzt, darunter vor dem zunächst als Harrogate & Edinburgh Pullman und ab 1928 als Queen of Scots bezeichneten Zug zwischen Harrogate und King’s Cross. Im Februar 1927 hatte dazu eine Testfahrt mit der D11 Nr. 5511 Marne stattgefunden, um zu prüfen, ob diese in der Lage waren, die seit Einführung des Zuges 1923 auf diesem langen Abschnitt ohne Zwischenhalt eingesetzten ehemaligen GNR-Lokomotiven zu ersetzen. Die D11/1 oder die Atlantic-Lokomotiven der Klasse C1 fuhren die Strecke von Kings Cross nach Harrogate, wo Lokomotiven der ehemaligen North Eastern Railway (NER) die verbleibende Strecke bis nach Edinburgh übernahmen. Teilweise übernahmen jedoch auch D11/2 die Pullmanzüge auf diesem Abschnitt. Die D11/1 waren im Depot Copley Hill in Leeds beheimatet. Mit der Einführung beschleunigter Fahrpläne im Jahr 1932 verloren die D11 nach und nach die Pullmanzüge an die leistungsfähigeren C1.
Ende der 1930er Jahre waren die D11/1 verschiedenen Depots zugeteilt, wurden jedoch in den hochwertigen Diensten weitgehend durch die von Gresley entwickelten 2’C-Lokomotiven der Klasse B17 verdrängt. Während des Zweiten Weltkrieges wurden sie für Arbeiterzüge zur Royal Ordnance Factory in Ranskill, Nottinghamshire eingesetzt. In den frühen 1950er Jahren wurden viele D11/1 im Großraum Manchester in den Depots Trafford Park und Heaton Mersey beheimatet, die auf der Cheshire Lines eingesetzt wurden. In den 1950er Jahren wurden viele D11/1 abgestellt, nachdem sie durch Lokomotiven aus der Midland Region abgelöst wurden. 1960 wurden alle D11/1 ausgemustert, die letzte im Dezember. Die erste Lokomotive der Baureihe, die ehemalige Nr. 506 der GCR mit dem Namen Butler-Henderson blieb als Teil der Nationalen Sammlung historischer Bahnfahrzeuge erhalten und ist im Barrow Hill Roundhouse Museum in der Nähe von Chesterfield, Derbyshire ausgestellt.

#### D11/2
Die D11/2 waren in Schottland ursprünglich den Depots Eastfield und St. Margaret's in Glasgow, Haymarket in Edinburgh, Dundee und Perth zugeteilt. Zu ihren Aufgaben gehörte die Bespannung der hochwertigen Schnellzüge und der Pullmanzüge auf den Strecken der ehemaligen NBR. Mit der Ankunft der D49, die viele Dienste zwischen Edinburgh und Glasgow übernahmen, wurden die D11/2 von einigen Diensten verdrängt. Erst die Einführung der B1 nach 1945 führten zu einer vollständigen Verdrängung der D11/2, sodass die Lokomotiven in den 1950er Jahren abgestellt wurden. Alle wurden zwischen 1958 und 1962 ausgemustert. Es ist keine D11/2 erhalten geblieben.

## Technik
Die Lokomotiven der Klasse 11F basieren im Wesentlichen auf denjenigen der Klasse 11E. Das führende zweiachsige Drehgestell verlieh den Lokomotiven besonders gute Laufeigenschaften. Das Zweizylinder-Triebwerk war als Innentriebwerk ausgeführt, und auch die Stephenson-Steuerung für die Kolbenschieber war innenliegend angeordnet. Die schmale Belpaire-Feuerbüchse reichte zwischen den beiden Kuppelachsen hinab. Der Langkessel hatte einen Durchmesser von 1600 mm (63 in). Die größte Änderung der 11F gegenüber der 11E war die geringere Anzahl an Siederohre im Kessel, die dafür einen größeren Durchmesser hatten. Anstelle der 195 Siederohren der 11E hatte die 11F nur 157 Siederohre, deren Durchmesser wurde jedoch von 44 mm (1 3⁄4 in) auf 48 mm (1,88 in) vergrößert. Eine weitere wesentliche Änderung war die die Verwendung der üblichen Kolbenschieber mit innerer Einströmung. Das bedeutet, dass im Gegensatz zu den 11E, wo der Frischdampf aus dem Kessel über den Raum vor bzw. hinter den beiden Schieberkörpern eingeleitet wurde, zur üblichen Bauart gewechselt wurde, bei der der Frischdampf über den Raum zwischen den Schieberkörpern zugeführt wird. Außerdem erhielten die Lokomotiven komfortablere Führerhäuser mit Seitenfenstern.
Die D11/2-Lokomotiven verfügten über einen kürzeren Schornstein als die D11/1, um das kleinere Lichtraumprofil der ehemaligen NBR-Strecken einzuhalten. Dieser Schornstein entsprach dem üblichen „Gresley-Blumentopf“. Zudem war der Dampfdom flacher ausgeführt. Im Gegensatz zu den ehemaligen GCR-Lokomotiven hatten die D11/1 keine Schöpfeinrichtung für das Wasserfassen aus Gleiströgen während der Fahrt. 

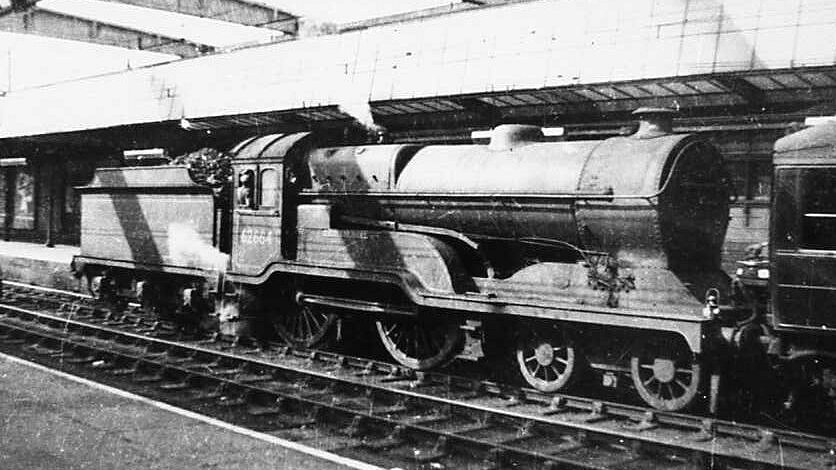
British Railways Nr. 62664 ’’Princess Mary’’, die als GCR-Klasse 11F Nr. 510 geliefert wurde
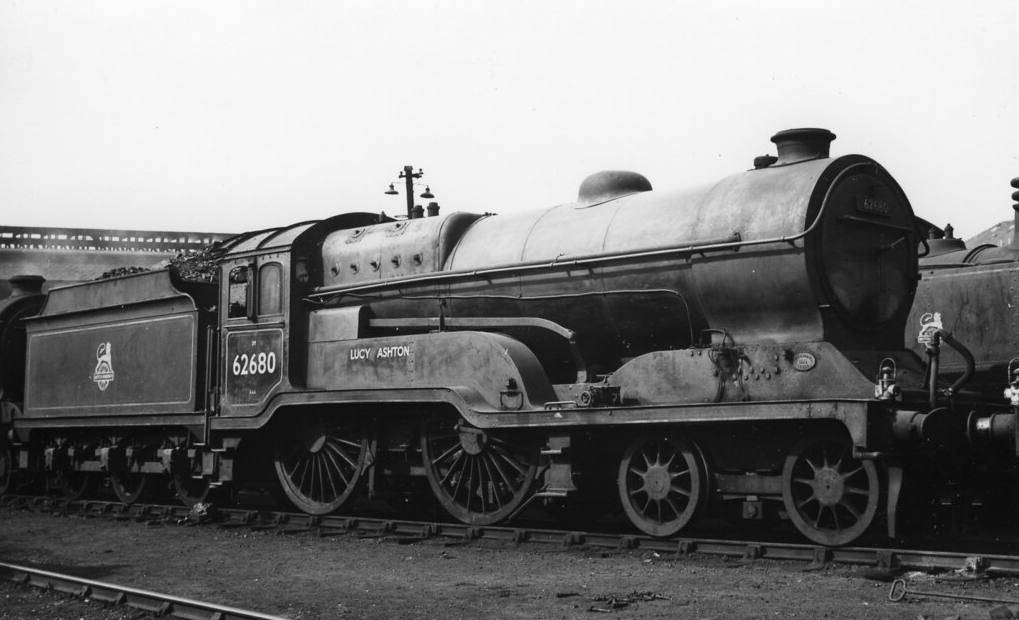
British Railways Nr. 62680 ’’Lucy Asthon’’, die als LNER-Klasse D11/2 Nr. 6387 geliefert wurde

## Namen und Nummern
In der ersten Bestellung der GCR wurden die ersten beiden Lokomotiven nach den beiden verbliebenen GCR-Direktoren benannt, nach denen zuvor keine Lokomotive der Klasse 11E benannt worden war. Die nächsten drei Lokomotiven erhielten die Namen der drei ältesten Kinder von König Georg V. und Königin Mary. Die Lokomotiven aus der Bestellung von 1922 wurden nach Schlachten oder Gefechten des Ersten Weltkriegs benannt. Die D11/2 erhielten Namen aus den Werken von Sir Walter Scott, als sie nach Schottland versetzt wurden.
| Name                  | GCR-Nummer | LNER-Klasse | LNER-Nummer | ab 1946 | BR-Nummer | Baujahr | Ausmusterung |
| --------------------- | ---------- | ----------- | ----------- | ------- | --------- | ------- | ------------ |
| Butler-Henderson      | 506        | D11/1       | 5506        | 2660    | 62660     | 1919    | 1960         |
| Gerard Powys Dewhurst | 507        | D11/1       | 5507        | 2661    | 62661     | 1920    | 1960         |
| Prince of Wales       | 508        | D11/1       | 5508        | 2662    | 62662     | 1920    | 1960         |
| Prince Albert         | 509        | D11/1       | 5509        | 2663    | 62663     | 1920    | 1960         |
| Princess Mary         | 510        | D11/1       | 5510        | 2664    | 62664     | 1920    | 1960         |
| Mons                  | 501        | D11/1       | 5501        | 2665    | 62665     | 1922    | 1959         |
| Zeebrugge             | 502        | D11/1       | 5502        | 2666    | 62666     | 1922    | 1960         |
| Somme                 | 503        | D11/1       | 5503        | 2667    | 62667     | 1922    | 1960         |
| Jutland               | 504        | D11/1       | 5504        | 2668    | 62668     | 1922    | 1960         |
| Ypres                 | 505        | D11/1       | 5505        | 2669    | 62669     | 1922    | 1960         |
| Marne                 | 511        | D11/1       | 5511        | 2670    | 62670     | 1922    | 1960         |
| Bailie MacWheeble     |            | D11/2       | 6378        | 2671    | 62671     | 1924    | 1961         |
| Baron of Bradwardine  |            | D11/2       | 6379        | 2672    | 62672     | 1924    | 1961         |
| Evan Dhu              |            | D11/2       | 6380        | 2673    | 62673     | 1924    | 1959         |
| Flora MacIvor         |            | D11/2       | 6381        | 2674    | 62674     | 1924    | 1961         |
| Colonel Gardiner      |            | D11/2       | 6382        | 2675    | 62675     | 1924    | 1959         |
| Jonathan Oldbuck      |            | D11/2       | 6383        | 2676    | 62676     | 1924    | 1959         |
| Edie Ochiltree        |            | D11/2       | 6384        | 2677    | 62677     | 1924    | 1959         |
| Luckie Mucklebackit   |            | D11/2       | 6385        | 2678    | 62678     | 1924    | 1959         |
| Lord Glenallan        |            | D11/2       | 6386        | 2679    | 62679     | 1924    | 1958         |
| Lucy Ashton           |            | D11/2       | 6387        | 2680    | 62680     | 1924    | 1961         |
| Captain Craigengelt   |            | D11/2       | 6388        | 2681    | 62681     | 1924    | 1961         |
| Haystoun of Bucklaw   |            | D11/2       | 6389        | 2682    | 62682     | 1924    | 1961         |
| Hobbie Elliott        |            | D11/2       | 6390        | 2683    | 62683     | 1924    | 1958         |
| Wizard of the Moor    |            | D11/2       | 6391        | 2684    | 62684     | 1924    | 1959         |
| Malcolm Graeme        |            | D11/2       | 6392        | 2685    | 62685     | 1924    | 1962         |
| The Fiery Cross       |            | D11/2       | 6393        | 2686    | 62686     | 1924    | 1961         |
| Lord James of Douglas |            | D11/2       | 6394        | 2687    | 62687     | 1924    | 1961         |
| Ellen Douglas         |            | D11/2       | 6395        | 2688    | 62688     | 1924    | 1961         |
| Maid of Lorn          |            | D11/2       | 6396        | 2689    | 62689     | 1924    | 1961         |
| The Lady of the Lake  |            | D11/2       | 6397        | 2690    | 62690     | 1924    | 1961         |
| Laird of Balmawhapple |            | D11/2       | 6398        | 2691    | 62691     | 1924    | 1961         |
| Allan-Bane            |            | D11/2       | 6399        | 2692    | 62692     | 1924    | 1959         |
| Roderick Dhu          |            | D11/2       | 6400        | 2693    | 62693     | 1924    | 1961         |
| James Fitzjames       |            | D11/2       | 6401        | 2694    | 62694     | 1924    | 1959         |